# Madagaskar-Sandleguan
Der Madagaskar-Sandleguan oder Kleiner Madagaskar-Leguan (Chalarodon madagascariensis) ist mit 23 Zentimetern Maximallänge der kleinste Vertreter in der Familie der Madagaskarleguane. Die Gattung Chalarodon lebt endemisch in Madagaskar.

## Verbreitung und Lebensraum
Die Art bewohnt überwiegend küstennahe, semiaride bis aride Regionen und fast ausschließlich offene oder nur sehr spärlich bewachsene Habitate mit sandigem Untergrund (Sanddünen) in der Provinz Toliara (auch Toliary oder Tuléar), sowie im Südwesten der Provinzen Fianarantsoa und Majunga im Südwesten Madagaskars. In Dornbuschregionen sind sie nur sehr selten anzutreffen.

## Merkmale
Die Männchen erreichen eine Kopf-Rumpf-Länge bis 87 Millimeter, die Weibchen bis 67 Millimeter (Quelle: Peters, 1854). Die Gesamtlänge beträgt um 20 cm (bis maximal 23 cm bei Männchen, bis 17 cm bei Weibchen). Der Schwanz ist rund 1,5 mal so lang wie die Kopf-Rumpf-Länge. Die Färbung beider Geschlechter ist abhängig von Stimmung und Geschlechtsreife. Bei juvenilen sowie bei morgens noch nicht aufgewärmten Leguanen überwiegen die Farben Braun und Beige. Bei adulten, gut aufgewärmten Tieren dagegen schmücken sich vor allem die Männchen mit intensiv gelben und orangen Zeichnungselementen auf beigem Grund. Die Weibchen sind generell etwas blasser gefärbt. Ausschließlich während der Balz und bei Revierstreitigkeiten unter Männchen erscheint bei den männlichen Leguanen ein bis 5 Millimeter hoher Rückenkamm, der mit zackenförmigen Schuppen gesäumt ist. Die langen Hinterbeine befähigen die Tiere bei der Jagd nach Insekten zu extrem schnellen Spurts. Die langen Zehen, vor allem an den Hinterbeinen, erleichtern den Leguanen das Graben im und das Laufen auf dem lockeren Sandboden.

## Lebensweise und Verhalten
Die Madagaskar-Sandleguane sind ausschließlich bodenlebend. Bei Boden-Oberflächentemperaturen bis über 60 Grad Celsius jagen sie kleinen Insekten hinterher. Die heißeste Zeit über Mittag (vor allem im Sommer) sowie die Nächte verbringen sie im Boden. Das selbst gegrabene unterirdische Gangsystem hat mehrere Eingänge. Beim Anlegen der Gänge sind überwiegend die Weibchen beteiligt.
Da in dieser Region die Temperaturen weder im Sommer noch im Winter dauerhaft zu stark ansteigen oder abfallen, sind die Leguane ganzjährig anzutreffen. Nur wenn durch zu trockene Bedingungen keine Futterinsekten mehr zu finden sind, ziehen sich die Tiere zu einer meist nur kurzfristigen Ruhezeit in den Boden zurück. Hier verbringen sie die Zeit völlig inaktiv. Sobald sich die Bedingungen wieder verbessert haben, sind die Tiere wieder aktiv.

### Revierverhalten
Die Männchen sind revierbildend. Sie verteidigen ihr mehrere Quadratmeter großes Revier (Durchmesser: rund 10 Meter!) gegen jedes andere Männchen. Bei Auseinandersetzungen zeigen sie typische Drohgebärden. Die Tiere wedeln langsam mit dem Schwanz, öffnen drohend das Maul und blähen ihren Kehlsack auf. Sie nicken mit dem Kopf und rollen oft auch den Schwanz über den Körper. Dabei nehmen die bunten Zeichnungselemente in ihrer Farbintensität zu. Bringt dieses Imponierverhalten nicht den gewünschten Effekt, kommt es zu Auseinandersetzungen, in deren Verlauf sich die Tiere durchaus mit Bissen verletzen können. Dies passiert nur dann, wenn dem unterlegenen Männchen die Ausweichmöglichkeit fehlt. Die ersten Revierstreitigkeiten sieht man schon bei semiadulten Männchen. Jungtiere beiden Geschlechts sowie adulte Weibchen sind untereinander und mit adulten Männchen sehr gut verträglich.

### Ernährung
Die Madagaskar-Sandleguane sind in erster Linie Insektenfresser. Es werden unterschiedlichste Kleininsekten verzehrt, die die Leguane auch in größerer Entfernung sicher ausmachen und mithilfe rasanter Spurts erjagen. Ihre feinen Zähnchen helfen dabei, die Insekten gut festhalten zu können. Neben der tierischen Kost wird gelegentlich auch pflanzliche Nahrung aufgenommen, besonders in Form sukkulenter Blätter und Wurzeln. Möglicherweise dient die pflanzliche Nahrung der Ergänzung des Wasserhaushalts, wobei aber auch Wasser getrunken wird, sofern es nach den seltenen Regenfällen überhaupt zur Verfügung steht. Meist wird Wasser jedoch morgens als Tau abgeleckt. Außerdem wird der sehr geringe Wasserbedarf über die Futterinsekten gedeckt. Die Leguane können bei zu trockenen Bedingungen in ihren unterirdischen Gängen jedoch auch mehr als ein Jahr ohne Futter und Wasser auskommen. Vermutlich nehmen sie bei unwirtlichen oberirdischen Bedingungen Boden- bzw. Luftfeuchtigkeit über die Haut auf und reduzieren ihren gesamten Stoffwechsel auf ein Minimum. Sobald sich die Bedingungen verbessert haben, sind die Leguane wieder oberirdisch anzutreffen.

### Fortpflanzung
Das Männchen imponiert dem Weibchen durch Schwanzwedeln und Intensivierung der Farben. Das nicht paarungsbereite Weibchen beantwortet dies mit Hochrollen des Schwanzes. Ist das Weibchen jedoch paarungsbereit, wedelt es seinerseits mit dem Schwanz, woraufhin das Männchen die Gelegenheit sofort zur Paarung ergreift. Mit einem Nackenbiss hält es das Weibchen fest. Die Paarung selbst dauert nur wenige Sekunden. Die anschließende Trächtigkeit dauert 14 bis 20 Tage. Es entwickeln sich immer nur 2 Eier. Die 10 bis 12 Millimeter langen Eier werden in den unterirdischen Gängen abgelegt und nicht vergraben. Bei einer Temperatur von rund 28 Grad Celsius schlüpfen die um 20 Millimeter langen Jungtiere nach 68 bis 72 Tagen.

### Lebenserwartung
Der Kleine Madagaskar-Leguan kann unter Terrarienbedingungen mehr als 6 Jahre alt werden.

## Gefährdung
Der Madagaskar-Sandleguan ist an anthropogene, also vom Menschen beeinflusste Lebensräume angepasst. Die Art ist lokal noch sehr häufig anzutreffen und kann in hohen Populationsdichten vorkommen. Sie ist im Süden und Südwesten Madagaskars weit verbreitet und zeigt eine gleichbleibenden Bestandsgröße. Von der International Union for Conservation of Nature and Natural Resources (IUCN) wird der Madagaskar-Sandleguan deshalb als nicht gefährdet (Least Concern, LC) eingestuft.